# Стрижи
Стрижи (рус. Стрижи) је пилотска група у саставу Руског ратног ваздухопловства која изводи акробације на небу. Ова пилотска група је основана 6. маја 1991. године. Седиште је авиобаза Кубинка у Московској области. Ову пилотску групу чине шест МиГ-ова 29. Најчешће боје на авионима су црвена, бела и плава. Почетком маја 2011. ПГ "Стрижи" је прославила 20 година постојања, новим програмима за акробације на небу.